# Иван Лазаров
Иван Стефанов Лазаров е български скулптор, заслужил художник (1952), народен художник (1969, посмъртно), академик на Българската академия на науките от 1941 г.

## Биография
Иван Лазаров е роден на 2 октомври 1889 г. в Карлово. През 1912 г. завършва Държавното художествено-индустриално училище. Специалност Скулптура при професор Жеко Спиридонов. След това специализира в Академията за изобразителни изкуства в Мюнхен (1917 – 1919) и в Художествената академия в Дрезден, като стипендиант на Министерството на просвещението.
През 1919 година става учител по рисуване в София, а по-късно и преподавател по скулптура в Държавната художествена академия. Професор от 1924 г. През 30-те години на ХХ век е избран за ректор на Държавната художествена академия и остава такъв до 1945 г.
След Деветосептемврийския преврат в 1944 година попада в затвора и прекарва 4 дни в килия, пълна до глезените с вода. Освободен е от академик Тодор Павлов.
През 1949 година основава Института за изобразителни изкуства при БАН и е негов директор до края на живота си.
Умира на 4 ноември 1952 г. в София.

## Творби
Лазаров работи композиции, портрети и монументална скулптура.
Създател е на монументалните творби:
- Паметник на Пейо Яворов в Централни софийски гробища (1929)
- Скулптура „Майка“ на гроба на поета Димчо Дебелянов в двора на църквата Успение Богородично в Копривщица (1934)
- Паметник на загиналите във войните, Лясковец (1939)
- Паметник на Васил Левски в Пловдив (1940)
- Бюст-паметник на Георги Раковски в Котел
- Бюст-паметници на Георги Раковски, Христо Максимов, Марин Дринов, Петър Берон в Борисова градина в София
- Паметник на загиналите червеноармейци в Стара Загора (1949), в съавторство с Димо Лучианов
- Паметник на Съветската армия в София (1953 с колектив в първи етап)
- Композиция „Те победиха“, изобразяваща крачещи един до друг човек и бивол. Тя вдъхновява Йордан Йовков да създаде едноименния си разказ.[2]
- Изработва дизайните на две български монети 5 и 10 лева от 1930 година

## Галерия
- Родният дом на Лазаров в Карлово
- Паметна плоча пред родната къща на скулптора
- Във Венеция през 1932 г.
- Заедно с преподавателя си Жеко Спиридонов (вляво), 1935 г.
- Къща музей „Иван Лазаров“ на булевард „Васил Левски“ в София
- Скулптурата „Майка“, поставена на гроба на поета Димчо Дебелянов през 1934 г.
- Бюст на работник от Музея на социалистическото изкуство в София, 1937 г.
- Паметник на Васил Левски в Пловдив, 1940 г.
- Скулптурата „Те победиха“, Национален исторически музей, София